# Nangqên
Nangqên (chữ Tạng: ནང་ཆེན་རྫོང་; Wylie: nang chen rdzong; ZWPY: Nangqên Zong, tiếng Trung: 囊谦县; bính âm: Nángqiān Xiàn, Hán Việt: Nang Khiêm huyện), là một huyện thuộc Châu tự trị dân tộc Tạng Gyêgu (Ngọc Thụ), tỉnh Thanh Hải, Trung Quốc.
Huyện lị là trấn Xangda (shor mda’ / Xiāngdá Zhèn 香达镇), được xây dựng trên một thung lũng và ở bờ hữu của Dza Chu (thượng lưu của Mekong). Tên của huyện bắt nguồn từ vua (nang chen rgyal po) và vương quốc Nangchen, một liên minh các bộ tộc đã gia nhập chính quyền Trung Hoa vào năm 1923.

### Trấn
- Hương Đạt (香达镇)

### Hương
- Bạch Trát (白扎乡)
- Cát Khúc (吉曲乡)
- Nương Lạp (娘拉乡)
- Mao Trang (毛庄乡)
- Giác Lạp (觉拉乡)
- Đông Bá (东坝乡)
- Ca Dương (尕羊乡)
- Cát Ni Tái (吉尼赛乡)
- Trước Hiểu (着晓乡)